# Brachypterus fulvipes
Brachypterus fulvipes is een keversoort uit de familie bastaardglanskevers (Kateretidae). De wetenschappelijke naam van de soort werd in 1843 gepubliceerd door Wilhelm Ferdinand Erichson.